# Български народ (списание)
Вижте пояснителната страница за други значения на Български народ.
„Български народ“ с подзаглавие Списание за проучване на народната култура е българско научно списание вестник, излизало от 1941 година.
Книжка 1 в 1941 излиза в София, а книжка 2 в 1943 година излиза в Скопие, тогава анексиран от България, печатан в печатница „Цинкография и книговезница“. Списанието е орган на Българското народоучно дружество. Има за цел „популяризиране на народното начало в обичаи, творчество и всякакви традиции.“ Продължава след 1947 година.